# Richard Anderson
Richard Norman Anderson (8 de agosto de 1926 - 31 de agosto de 2017) foi um ator norte-americano com trabalhos no cinema e televisão do seu país. Foi conhecido internacionalmente pelo personagem Oscar Goldman, chefe de Steve Austin (Lee Majors) e Jaime Sommers (Lindsay Wagner) nas séries de TV The Six Million Dollar Man e The Bionic Woman e em filmes que deram sequência às aventuras dos heróis biônicos: The Return of the Six-Million-Dollar Man and the Bionic Woman (1987), Bionic Showdown: The Six Million Dollar Man and the Bionic Woman (1989) e Bionic Ever After? (1994).